# Raionul Novoarhanhelsk, Kirovohrad
Novoarhanhelsk (în ucraineană Новоархангельський район, transliterat: Novoarhanhelskîi raion) este un raion în regiunea Kirovohrad, Ucraina. Reședința sa este așezarea de tip urban Novoarhanhelsk.

## Demografie
Componența lingvistică a raionului Novoarhanhelsk
     Ucraineană (96,95%)
     Rusă (1,87%)
     Alte limbi (0,74%)
Conform recensământului din 2001, majoritatea populației raionului Novoarhanhelsk era vorbitoare de ucraineană (96,95%), existând în minoritate și vorbitori de rusă (1,87%).